# أندرو كاتون
أندرو كاتون (بالإنجليزية: Andrew Caton)‏ هو لاعب كرة قدم بريطاني في مركز الهجوم، ولد في 3 ديسمبر 1987 في أكسفورد في المملكة المتحدة. لعب مع أكسفورد سيتي وسويندون تاون ونادي ويموث.

## وصلات خارجية
- أندرو كاتون على موقع قاعدة بيانات كرة القدم.إي يو (الإنجليزية)
- أندرو كاتون على موقع Soccerbase.com (لاعب) (الإنجليزية)